# A Thief in the Night (film 1915)
A Thief in the Night è un cortometraggio muto del 1915. Il nome del regista non viene riportato nei credit del film.

## Produzione
Il film fu prodotto dalla Lubin Manufacturing Company.

## Distribuzione
Distribuito dalla General Film Company, il film - un cortometraggio in due bobine - venne distribuito nelle sale statunitensi il 16 dicembre 1915.